# August Uedinck

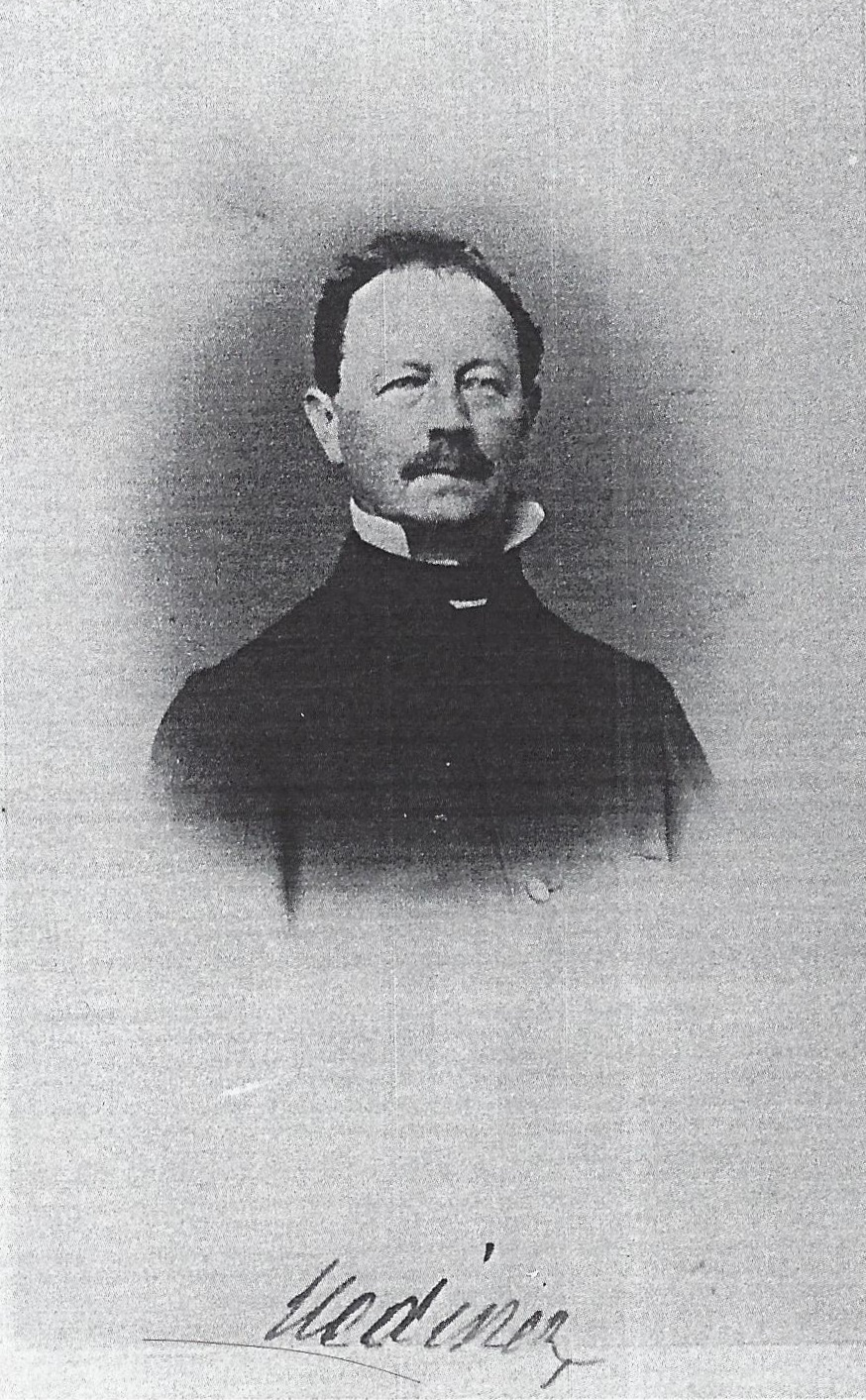
August Uedinck

August Uedinck (* 7. April 1811 in Hamm; † 28. Dezember 1868 im Landkreis Rößel, Provinz Ostpreußen) war ein deutscher Richter. Er saß im Reichstag (Norddeutscher Bund).

## Leben
Uedinck besuchte ein Gymnasium in Münster. Nach dem Abitur studierte er ab 1831 Rechtswissenschaft an der Ruprecht-Karls-Universität Heidelberg, der Rheinischen Friedrich-Wilhelms-Universität Bonn und der Friedrich-Wilhelms-Universität Berlin. 1832 wurde er Mitglied der Corps Guestphalia Heidelberg und Guestphalia Bonn.
Nach den Examen trat er in die Rechtspflege der Provinz Westfalen. 1839 wurde er Gerichtsassessor in Borken, anschließend in Vreden und Stadtlohn, wo er von 1849 bis 1852 Kreisrichter war. Anschließend war er Richter in Ahaus. Er wechselte 1861 ins heimatliche Ostpreußen und wurde Kreisgerichtsdirektor am Kreisgericht Rössel.
1867 war er Mitglied des Konstituierenden Reichstags des Norddeutschen Bundes für den Reichstagswahlkreis Regierungsbezirk Königsberg 9 und das Altliberale Zentrum.